# Dipodascopsis tothii
Dipodascopsis tothii är en svampart som först beskrevs av Zsolt, och fick sitt nu gällande namn av L.R. Batra & Millner 1978. Dipodascopsis tothii ingår i släktet Dipodascopsis och familjen Lipomycetaceae.   Inga underarter finns listade i Catalogue of Life.